# Château de Coëtquen
Le château de Coëtquen est un édifice situé à Saint-Hélen en France.

## Localisation
Le château est situé sur le territoire de la commune de Saint-Hélen dans le département des Côtes-d'Armor, dans la région Bretagne.

## Description et historique
La motte castrale féodale de Coëtquen, est le vestige de l'ancien château de Coëtquen, plus au sud que l'actuel, en lisière de forêt et en limite communale avec Saint-Pierre-de-Plesguen.
Un premier château bâti en bois, muni de fossés de cinq à sept mètres de large et de quatre à cinq mètres de profondeur, remplis par le ruisseau, est construit à des fins de contrôle des voies romaines Corseul - Condate (Rennes) et Aleth (Saint-Malo) - Condate,. Il fut incendié au IXe siècle par les Vikings, qui s'installèrent probablement au bord de l'étang, selon une suggestion de Jean-Christophe Cassard, alors qu'aucune preuve archéologique ne vient confirmer ses dires. 
Du château fort du XVe siècle, démantelé lors des guerres de la Ligue, ne subsistait qu'un donjon faisant suite à un corps de logis du XVIIe siècle bâti sur les anciennes fondations. L'aile du XVe siècle comprenait un rez-de-chaussée et un étage, en pierre de taille, et était couronnée par une corniche avec échauguettes et mâchicoulis. Le bâtiment du XVIIe siècle se compose d'un sous-sol, d'un rez-de-chaussée, de deux étages et d'un comble avec lucarnes de pierre. Les jambages des baies et les linteaux sont en granit, le reste de la maçonnerie en moellons enduits. À la fin de 1950, une des cheminées du donjon s'étant écroulée, l'édifice est en partie démoli. Le logis du XVIIe siècle conservait des boiseries, des cheminées en marbre, des fers forgés ainsi que des dallages aujourd'hui disparus. Dans les abords du château se trouvent encore deux soubassements de tours du XVe siècle.
Il est inscrit au titre des monuments historiques par arrêté en date du 9 mars 1927.

## Dans les arts
Le château a servi de cadre au roman Patira de Raoul de Navery (1875) qui a inspiré le film italien La Tour du désespoir (1973) d'Aldo Lado, dont l'action est censée se dérouler dans ce château mais qui a néanmoins été intégralement tourné en Italie, dans la Vallée d'Aoste.